# Ołobok (Groot-Polen)
Ołobok is een dorp in de Poolse woiwodschap Groot-Polen. De plaats maakt deel uit van de gemeente Sieroszewice en telt 750 inwoners.

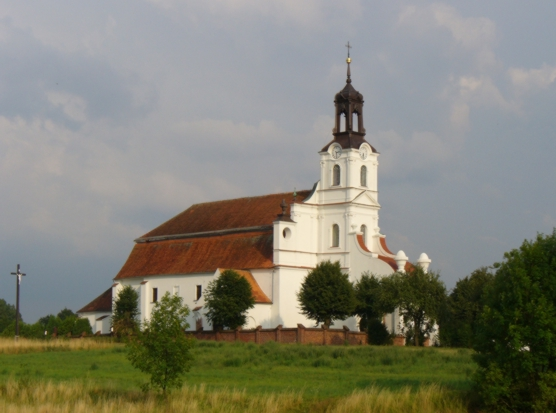
Ołobok

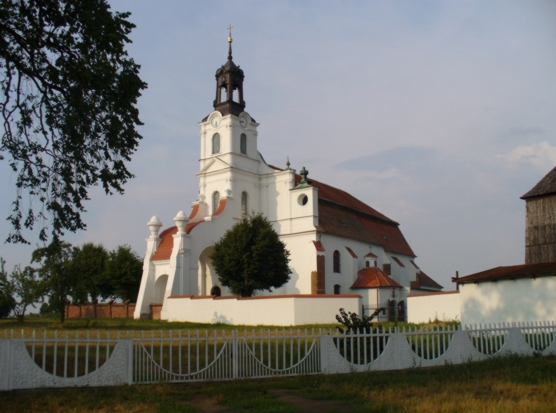
Ołobok